# Gabriel Morales
Gabriel Morales (22 de junio de 1995) es un actor y bailarín de estilo libre estadounidense, más conocido por su papel de Ricardo Treviño en la película The Perfect Game (2009). Actualmente también está en la banda de chicos IM5  con sus otros miembros: Cole y Dana fundada por Perez Hilton.

## Carrera
La carrera de Gabriel comenzó cuando fue elegido en el programa de televisión de variedad, Sábado Gigante. Desde hace varios años, Gabriel asistió a The Music, Dance & Acting Academy (MDA) propiedad de Maitén Montenegro, una productora y actriz chilena. A los 9 años, Gabriel fue elegido para competir en la cuarta entrega de Código F.A.M.A., un reality show para niños en el que representó a Estados Unidos y terminó como un semifinalista.
A partir de 2003, Gabriel se convirtió en miembro de bailarines para el Miami Heat Junior Dance Team y fue miembro activo durante cuatro años. Al mismo tiempo, amplió en su carrera como actor, apareciendo en numerosos anuncios publicitarios e interpretó varios papeles en telenovelas, como El Cuerpo del Deseo y Olvidarte Jamás. Gabriel también se convirtió en parte de un trío de hip-hop, llamado The Power of Three (PO3). Actualmente el grupo está disuelto para permitir a sus miembros a seguir sus carreras en solitario.
En julio de 2007, Gabriel interpretó el papel de Ricardo Treviño para la película de Hollywood, The Perfect Game al lado de Patricia Manterola, Cheech Marin, Clifton Collins Jr. y Louis Gossett. A finales de 2009, fue seleccionado para formar parte de los cinco miembros del de Air Band para Sears Arrive Lounge, un espectáculo presentado por Selena Gomez como parte de Back-to-School de Sear campaña publicitaria de moda.
Gabriel Morales hizo apariciones como invitado en varias series de televisión durante el 2010, incluyendo Make It or Break It y It Takes a Village de ABC, así como Medium de CBS. Él también aparece como uno de los bailarines para el juego Just Dance Kids, publicado en noviembre de 2010. 
Gabriel ha explorado una amplia gama de habilidades de interpretación, incluidos de teatro, voz en off, presentador de programas e improvisaciones de comedia. Además de actuar y bailar, también está persiguiendo su carrera como cantante. El 15 de febrero de 2011 lanzó su primer sencillo en iTunes llamado «Let It Go». Actualmente también es miembro de la banda de chicos IM5 reunidos por los veteranos del espectáculo Simon Fuller, Jamie King y Perez Hilton.

## Filmografía

### Cine
| Año  | Título           | Personaje            | Notas           |
| ---- | ---------------- | -------------------- | --------------- |
| 2006 | Unraveled        | Joven Allan          |                 |
| 2009 | Wake             | Sobrino #1 de Irving |                 |
| 2009 | The Perfect Game | Ricardo Trevino      |                 |
| 2010 | Crossed the Line | Niño dormido         | Post-Producción |

### Televisión
| Año  | Título                  | Personaje           | Episodios / Notas                                                                        |
| ---- | ----------------------- | ------------------- | ---------------------------------------------------------------------------------------- |
| 2004 | Maury                   | Él mismo            | Episodio: "Amazing Talented Kids"                                                        |
| 2005 | ¡Despierta América!     | Él mismo            | Episodio 8, fecha julio de 2005                                                          |
| 2005 | El cuerpo del deseo     | Él mismo            | Episodio 12                                                                              |
| 2005 | At the Edge of the Law  | Christian           | Episodio 8: "Secuestro"                                                                  |
| 2005 | El amor no tiene precio | Mayito              | Episodio 1: "El amor no tiene precio"                                                    |
| 2006 | Olvidarte jamás         | Alejandro           | Episodio 1                                                                               |
| 2006 | Don Francisco presenta  | Él mismo            | Episodio 92, fecha marzo de 2006                                                         |
| 2006 | La viuda de Blanco      | Beto                | Episodio 2 y 5                                                                           |
| 2007 | Decisiones              | Carlitos            | Temporada 3, Episodio 17 "Illusiones perdidas" Temporada 3, Episodio 18 "Acoso infernal" |
| 2008 | Dance on Sunset         | Él mismo            | Episodio 7: "Move"                                                                       |
| 2008 | Escandalo TV de noche   | Él mismo            | Episodio 3: "Los Angeles, revention del verano"                                          |
| 2008 | El cartel de los sapos  | Tony                | Episodio 1                                                                               |
| 2008 | Camp Rock Freestyle Jam | Bailarín            |                                                                                          |
| 2010 | Make It or Break It     | Miller              | Episodio 16: "Save the Last Dance"                                                       |
| 2010 | It Takes a Village      | Chris               | Película de televisión                                                                   |
| 2010 | Medium                  | Adolescente Devalos | Temporada 6, Episodio 17 "There Will Be Blood... Type A"                                 |
| 2011 | All My Children         | Chava               |                                                                                          |
| 2011 | Shake It Up             | Julio               | Temporada 2, Episodio 3 "Three's a Crowd It Up"                                          |
| 2011 | Desperate Housewives    | Trick or Treater    | "Witch's Lament"                                                                         |

### Vídeos musicales
| Año  | Título                             | Artista(s)         | Notas                          |
| ---- | ---------------------------------- | ------------------ | ------------------------------ |
| 2004 | "Let's Go"                         | Trick Daddy        | Bailarín                       |
| 2009 | "I'm Gonna Arrive"                 | Selena Gomez       | Bailarín principal             |
| 2010 | "Tweak 'Em A Little"               | BCG                | Geek/Love Intrest              |
| 2010 | "Waka Waka (This Time for Africa)" | Shakira            | Dancer                         |
| 2012 | "Everything About U"               | IM5                | Miembro de la banda / Cantante |
| 2012 | "Zero Gravity"                     | IM5                | Miembro de la banda / Cantante |
| 2013 | "Can't Stay Away"                  | IM5 & Bella Thorne | Miembro de la banda / Cantante |
| 2014 | "Touchdown Dance"                  | IM5                | Miembro de la banda / Cantante |
| 2014 | "Get To Know You"                  | IM5                | Miembro de la banda / Cantante |